# Les Opportunistes (film, 2000)
Pour les articles homonymes, voir Les Opportunistes.
Pour plus de détails, voir Fiche technique et Distribution.
Les Opportunistes (The Opportunists) est un film américano-britannique réalisé par Myles Connell, sorti en 2000.

## Synopsis
Victor « Vic » Kelly, un mécanicien de Brooklyn criblé de dettes avec un passé de perceur de coffres-forts, accepte de participer à un dernier coup monté par son cousin irlandais Mikey.

## Fiche technique
- Titre original : The Opportunists
- Titre français : Les Opportunistes
- Réalisation : Myles Connell
- Scénario : Myles Connell
- Photographie : Teodoro Maniaci
- Montage : Andy Keir
- Musique : Kurt Hoffman
- Pays d'origine :  États-Unis,  Royaume-Uni
- Langue originale : anglais, polonais
- Format : couleur - 1.85 : 1 - Dolby
- Genre : gangsters
- Durée : 90 minutes
- Dates de sortie : 
  -  France : 21 juin 2000
  -  États-Unis : 11 août 2000

## Distribution
Sauf indication contraire, les informations mentionnées dans cette section peuvent être confirmées par la base de données cinématographiques IMDb,  présente dans la section « Liens externes ».
- Christopher Walken (VF : Bernard Tiphaine) : Victor « Vic » Kelly
- Peter McDonald (en) (VF : Patrick Mancini) : Michael « Mikey » Lawler / Michael Kelly
- Anne Pitoniak : tante Diedre « Dee »
- Vera Farmiga : Miriam Kelly
- Donal Logue : Pat Duffy
- Cyndi Lauper : Sally Mahon
- Paul D'Amato : Dylan
- Wally Dunn : Harry
- Olek Krupa : Ted Walikaki
- Chuck Cooper : Amon Morris
- John Ortiz : Ismail Espinoza
- José Zúñiga : Jesus Del Toro
- Jerry Grayson (en) : Tom Ransome
- Tom Noonan : Mort Stein
- Ronnie Farer : Mme Ransome

 Source et légende : version française (VF) sur RS Doublage et selon le carton du doublage français sur le DVD zone 2.

## Accueil
Sorti dans trente-et-un salles aux États-Unis, le film a rapporté 584 054 de dollars au box-office américain. En France, il a réalisé 55 720 entrées.
Il recueille 52 % de critiques favorables, avec une note moyenne de 5,7/10 et sur la base de 52 critiques collectées, sur le site Rotten Tomatoes. Sur Metacritic, il obtient un score de 71/100 sur la base de 24 critiques collectées.